# Локаворство

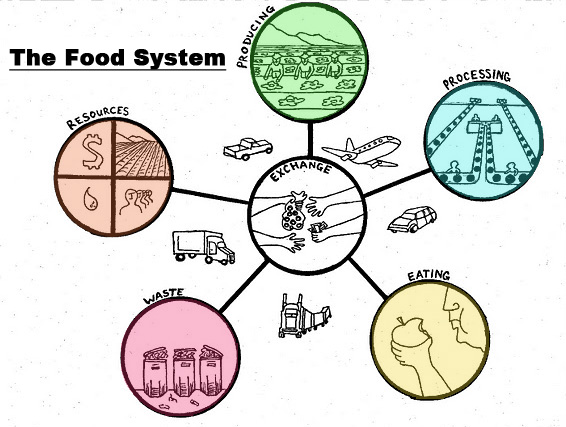
Схема транспортировки продуктов питания

Ме́стная еда́, локаво́рство (англ. Locavorism, англ. Locavores) — употребление только местных продуктов, произведённых неподалёку.
Термин «локаворство» является заимствованием из английского «locavore», которое в свою очередь происходит от английского слова «local» (местный) и латинского «vorare» (есть).
Локаворство в узком смысле слова ограничивает диету только теми продуктами, которые были выращены и произведены в радиусе 150—160 км (100 миль) от дома (расстояние может изменяться от 100 до 200 км). Некоторые локаворы используют дополнительные критерии: не только продукты, но и дрова в гриле должны быть местными.
В более широком понимании локаворы предпочитают местный продукт, выращенный в пределах региональной полосы или даже целой страны. При этом не требуется полный отказ от импортных продуктов, а только осознанное их ограничение.
За рубежом локаворство представляет собой общественное движение, целью которого является объединение производителей продуктов и потребителей в пределах одного региона в целях развития самостоятельных и гибких продуктовых сетей, улучшения местной экономики, поддержания здоровья, окружающей среды, общества или общественного влияния. В последнее время термин не обязательно предполагает географическую близость между производителем и поставщиком.
Местная продуктовая модель представляет собой альтернативу модели глобального продуктового рынка, в котором продукты часто преодолевают огромные расстояния перед тем, как попасть к потребителю. Локаворство предполагает отношения между производителями, дистрибьюторами, ритейлерами и потребителями в определённом месте, где они работают вместе для увеличения пищевой безопасности и обеспечения экономической, экологической и социальной устойчивости общества.
Журнал «Афиша» назвал локаворство «главным вектором развития российской ресторанной индустрии».

## Определение «местной продукции»
Термин «местной продукции» понимается по-разному. Географические расстояния между производством и потреблением варьируются. Особенность термина заключается не столько в географии, сколько в механизме прямой реализации. Однако большинство определений включает в себя упоминание политических или географических границ. Среди самых популярных и ходовых определяющих параметров — концепция продуктовых миль (Food mile). В Акте о совместном развитии фермерского и сельского хозяйства США «местной» продукцией считается та, которая была произведена на расстоянии не более 400 миль (640 км) от места продажи.
Концепция «местной пищи» также есть в экологии, где местность — это базовая экологическая единица, определяемая климатом, почвой, водоразделом, видами животных и сортами растений. Единица также называется экологическим регионом или фудшедом (foodshed). Концепция фудшеда похожа на идею о водоразделах (watershed). Это зона, в пределах которой потребляются определенные виды пищи, свойственные данной местности.
Термин «местный» понимается и как описание регионального распределения продуктов. Однако, часто нет никаких четких границ для определения «местной» продукции.

## Кухня

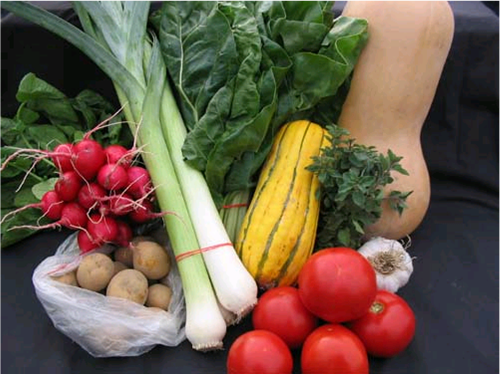
Некоторые овощи, используемые в локаворской кухне

В локаворской кухне преимущественно используют свежесобранные овощи, фрукты, зелень, парное мясо и т.д.
Локаворская кухня не ограничивается традиционными рецептами. Из местных продуктов готовятся такие блюда как ромашковое желе с огуречной пеной, маринованные сливы, лимонад из петрушки, пиво из крапивы, борщ с карасиками, пудинги из кореньев, мороженое из ряженки и др.
Российские локаворы иногда добавляют в коктейли облепиху из локальных источников, а украинские готовят на тыквенном масле вместо оливкового, и вместо чая используют местные эфиромасличные культуры. При этом они отказываются от нидерландских яблок, турецкой морковки и подобных импортируемых продуктов.
Важным принципом локаворской кухни является сезонность. Локаворы не покупают продукты не по сезону: помидоры — только в теплое время года, соленья и пироги с вареньем и сухофруктами — зимой.

## История
Близкие к локаворству идеи в XIX веке высказывал первый русский агроном Андрей Тимофеевич Болотов.
Локаворство как стиль питания сформировался в 2000-х годах. Широкую популярность локаворство получило благодаря двум журналистам из Канады — А. Смиту и Дж. Маккинону. Они провели небольшой эксперимент: начали употреблять в пищу только те продукты, которые были выращены или произведены в радиусе 100 миль от места, где они жили. Эксперимент завершился успехом.
Один из первых локаворских ресторанов («Blue Hill») открылся в США в 2000 году. Ресторан был создан шеф-поваром и гастрономическим исследователем Дэном Барбером. Впоследствии Барбер стал советником президента Обамы по вопросам спорта и здорового питания. В западной Европе одним из первых локаворских ресторанов стал «Noma» (Дания), шефом которого является выдающийся повар Рене Редзепи. На Украине первым стал ресторан «Klukva & Brukva», а в России — «Марк и Лев».

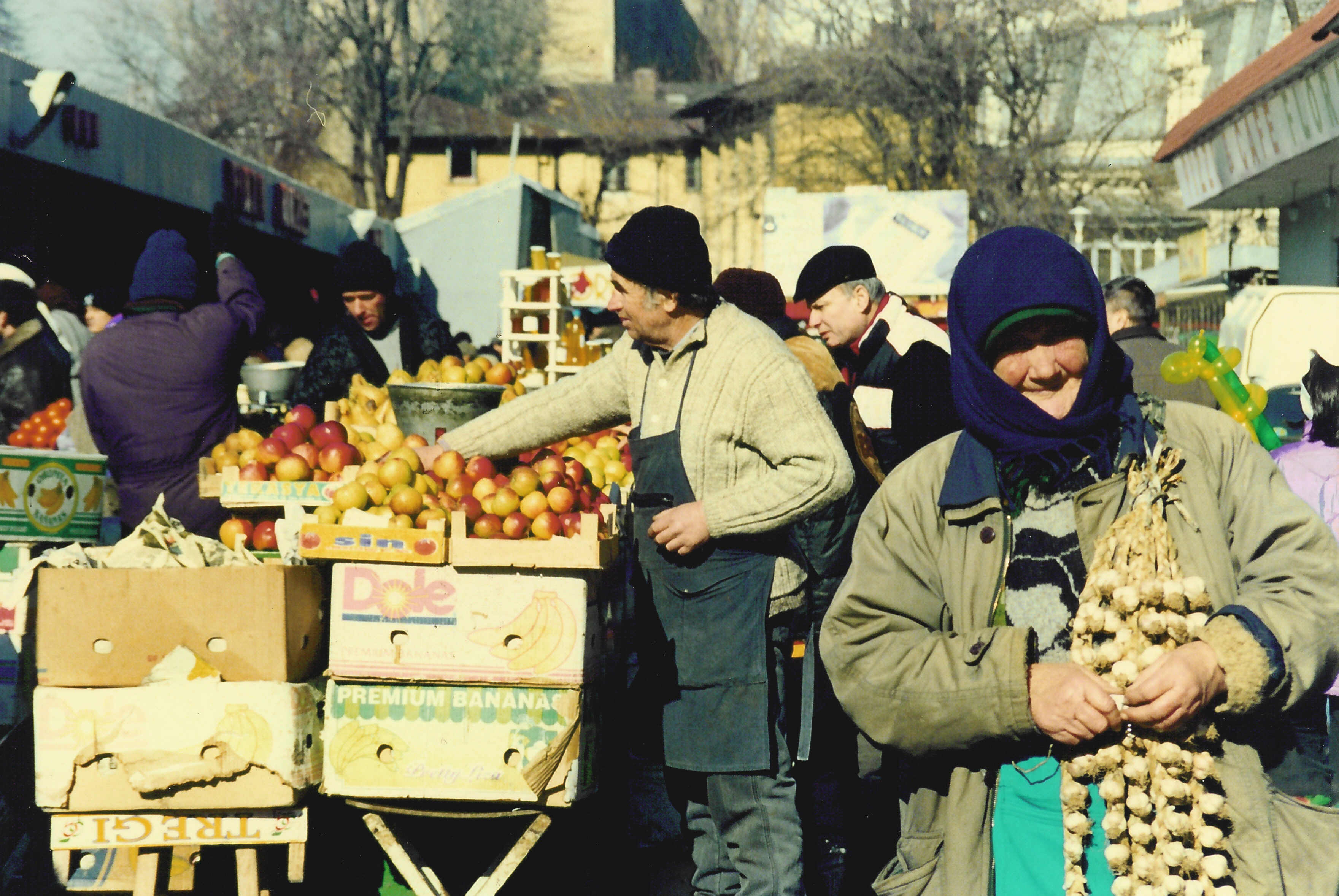
Фермерская лавка с местными продуктами

Кроме специализированных ресторанов, широко распространены лавки, в которых можно приобрести продукты от местных фермеров.
Локаворство широко распространено в странах с сильной ролью традиционной культуры питания. Например, в Баку (Азербайджан) попробовать блюда с ордубадскими, лянкаранскими, гянджинскими, габалинскими продуктами практически невозможно.

## Современный местный продовольственный рынок
Основные виды реализации фермерских продуктов — это фермерские рынки, магазины фермерской еды и рестораны. В настоящее время в Великобритании, Канаде и США сети местных фермеров и производителей сотрудничают друг с другом для предоставления потребителям фермерских онлайн-рынков. Это технологическое изменение позволяет расширить участие потребителей в фермерских рынках. Также это нововведение позволяет местным фермерам и производителям выращивать и заготавливать продукцию, ориентируясь на заказы, что похоже на концепцию CSA. В отличие от подписчиков CSA, зависящих от предложений определенных фермеров, через Интернет потребители имеют доступ к огромному количеству ферм и их продукции.
Эти сервисы отличаются методом доставки продуктов. Например, Relayfoods берет на себя и логистические функции, обеспечивая доставку до покупателя, что несомненно удобно, но, как следствие, сказывается на конечной цене продуктов. В то же время, LocalHarvest сфокусирован на фермерах, работающих по модели CSA. А вот модель, предлагаемая 1000EcoFarms напрямую соединяет фермеров и покупателей, позволяя им самостоятельно выбирать оптимальные для них условия оплаты и доставки.
В реализации местной пищевой продукции участвуют и некоторые сети супермаркетов. Исследование Мигеля Гомес, профессора прикладной экономики и управления в Корнеллском университете, показало, что во многих случаях работа супермаркетов предпочтительнее фермерских рынков в плане транспортировки, расхода топлива, а значит, и цен на фермерские продукты.
Сторонники локаворства осуществляют поддержку местных фермеров. Особенное внимание уделяется небольшим хозяйствам. Благодаря этому количество небольших ферм с каждым годом увеличивается.

## Мотивы для местного потребления
Есть целый ряд причин, почему люди предпочитают употреблять местные продукты. Локаворство предоставляет участникам более здоровую пищу, экологические, а также экономические и общественные выгоды.
Многие фермеры, поддерживающие идеи локаворства, используют метод севооборота при выращивании органических культур. Этот метод не только помогает в сокращении использования пестицидов и загрязняющих веществ, но и сохраняет почву в хорошем состоянии, а не обедняет её. Кроме того, локаворы ищут ферму неподалеку, и это значительно сокращает время транспортировки продуктов. Сокращение времени в пути позволяет не использовать химические консерванты. Отказ от ядохимикатов и консервантов улучшает качество пищи.

## Преимущества и недостатки
Сторонники локаворства называют три главных преимущества (или принципа) этого стиля питания:
- забота о своём здоровье;
- грамотное отношение к окружающей среде;
- возможность поддержать местные предприятия и фермы.

По их мнению, локаворская пища является более здоровой, так как она попадает на тарелку свежей, а для её транспортировки не используются консерванты и многократная заморозка.

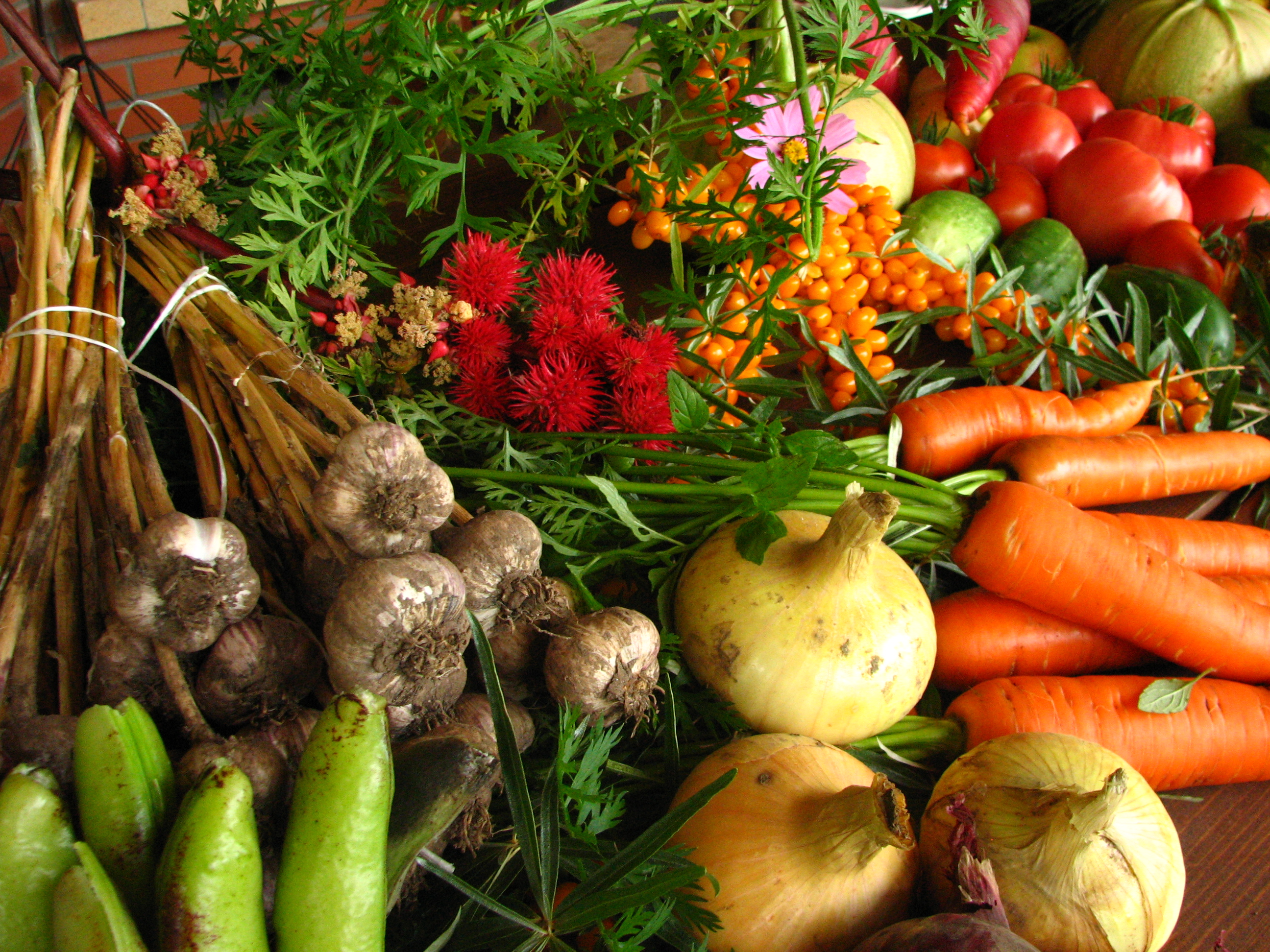
Овощи, выращенные в экологически чистых условиях

Локаворы считают, что благодаря меньшим затратам на транспортировку приготовление такой пищи наносит меньше вреда окружающей среде. При доставке обычной американской пищи тратится в 17 раз больше топлива, нежели при транспортировке «стомильной» пищи.
Кроме этого, экологическая чистота локальных продуктов может быть проверена — так как такие продукты часто покупаются непосредственно у производителя.
Некоторые повара (в частности, Тьерри Маркс) выступают против локаворства, предпочитая более открытую, глобальную и оригинальную кухню.

## Преимущества местного потребления

### Преимущества для сообщества
Системы типа CSA чрезвычайно полезны для сообщества: они позволяют потребителям поддерживать местных фермеров, получать свежие продукты и знать, каким образом эти продукты произведены.
Локаворство имеет и социальное значение. Предпочтение местной пищи способствует укреплению отношений между фермерами и потребителями. На фермерских рынках покупатели чаще общаются с продавцами, что позволяет им узнать больше об определенной ферме и её продукции. В супермаркеты, как правило, попадают продукты, перевезенные через полмира, созревшие искусственным путем.
Также покупатели редко отправляются на фермерский рынок в одиночестве, а берут с собой родственников, соседей и друзей. Таким образом, локаворство создает единое динамичное сообщество и в то же время сохраняет местные традиции.

### Экологические выгоды
Продукты, которые минимально обработаны, выращены в сезон и в местном масштабе, как те, которые доступны на фермерских рынках и собственных небольших хозяйствах, как правило, наиболее безопасны для климата. Локаворство не требует долгой транспортировки и хранения в рефрижераторах продуктов по всей стране. Благодаря этому снижается выброс парниковых газов. Ещё одно преимущество — низкая концентрация источников загрязнения. Локаворство не приемлет применение ядохимикатов, минеральных удобрений и консервантов, которые являются одним из основных источников загрязнения окружающей среды.
Локаворство поддерживает небольшие фермы. В отличие от них, в заводских хозяйствах животные отходы чрезвычайно сконцентрированы, и без надлежащего регулирования и утилизации отходов загрязняют прилегающие районы. Такие вещества, как сероводород и нитраты, выделяющиеся из навоза и мочи на перенаселенных хозяйствах, приводят к загрязнению воды и воздуха и опасны даже при низком уровне загрязнения. Птицефабрики также отличаются антисанитарией: огромное количество птиц держат в полностью закрытых помещениях, которые часто становятся рассадниками болезней.
Фермеры, придерживающиеся идеологии локаворства, держат животных на свежем воздухе или пасут их. С меньшим количеством промышленных ферм отходы не будут настолько концентрированными, и, не окажут губительное влияние на экологию.

### Экономическая выгода
Внедрение фермерских рынков в экономику оказывает положительное влияние на жизнь всех граждан в рамках сообщества. Благодаря фермерским хозяйствам увеличивается количество рабочих мест и производство. Фермерские рынки могут стать популярным туристическим объектом. В то же время сокращаются расходы на транспортировку и хранение продуктов, а также на специальные препараты и консерванты, необходимые для длительного хранения.

## Социальное значение
Гастрономический исследователь Дэн Барбер так охарактеризовал социальное значение локаворства:

Пять лет назад… я бы сказал, что это очередная модная тенденция, которая быстро пройдёт. Теперь я убеждён, что у локаворства огромный потенциал, и всё только начинается. Это не то же самое, что мода на молекулярную кухню или трюфельное масло. На основе местных продуктов создаются авторские кухни, фермеры создают новую окружающую среду, власти стремятся всё это поддержать и узаконить, вокруг местных продуктов создаются целые общины и культурные течения. Всё это звенья одной цепи.